# El Sauce (Mendoza)
El Sauce es una localidad ubicada en el departamento Guaymallén de la provincia de Mendoza, Argentina. 
Limita al norte con el Canal Cacique Guaymallén y con el Carril a Lavalle, al este con el ferrocarril General Belgrano, al sur con calle Tomás Godoy Cruz, y al oeste con el ferrocarril General San Martín. Tiene 15,54 km² de superficie. El Carril a Lavalle, o Ruta Provincial 24, y la calle Buenos Vecinos son arterias de circulación rápida y vinculación interdepartamental. El distrito posee una importante red vial compuesta por arterias primarias que lo recorren de norte a sur: calle Tirasso, y de este a oeste: Profesor Mathus Hoyos.
Cuenta con tres escuelas, una sala de primeros auxilios, un centro de salud, un hospital público monovalente para enfermedades mentales. Desde el año 2012 cuenta con una subcomisaría.
La actividad principal de la zona son tambos, varias bodegas y criaderos de pollos, camping y balnearios. La comuna posee en este distrito un vivero, la carpintería municipal y una planta de asfalto.

## Historia
Esta localidad se la conoció con el nombre de “El Saucecito”, sin duda relacionada con “El Sauce”, especie arbórea de las cuales existen varios ejemplares en esta zona. 
Al crearse Guaymallén este ámbito pasó a pertenecer al segundo distrito, juntamente con la Media Luna, Bermejo, La Lagunita y Buena Nueva.

## Población
Con 8580 habitantes (Indec, 2001), forma parte del componente Guaymallén del área metropolitana del Gran Mendoza. La densidad poblacional de este distrito es baja: de 552 hab/km².

## Sismicidad
La sismicidad del área de Cuyo (centro oeste de Argentina) es frecuente y de intensidad muy alta, con un silencio sísmico de terremotos medios a graves cada 20 años.
- Sismo de 1861: aunque dicha actividad geológica catastrófica ocurre desde épocas prehistóricas, el terremoto del 20 de marzo de 1861 (164 años), con 12 000 muertes,[2] señaló un hito importante dentro de la historia de eventos sísmicos argentinos ya que fue el más fuerte registrado y documentado en el país. A partir del mismo los sucesivos gobiernos mendocinos y municipales han ido extremando cuidados y restringiendo los códigos de construcción.[1] Con el terremoto de San Juan del 15 de enero de 1944 (81 años) los gobiernos tomaron estado de la enorme gravedad crónica de sismos de la región.
- Sismo de 1920: de 6,8 de intensidad, destruyó parte de sus edificaciones y abrió numerosas grietas en la zona. Hubo 250 muertes por destrucción de casas de adobe[2][1]
- Sismo del sur de Mendoza de 1929: muy grave, y al no haber desarrollado ninguna medida preventiva, a pesar de haber transcurrido solo nueve años del anterior, mató a 30 habitantes por la caída de casas de adobe[1]
- Sismo de 1985: fue otro episodio grave,[3] de 9 s de duración, derrumbando el viejo Hospital del Carmen de Godoy Cruz.